# بوب مور (لاعب كرة قدم أسترالية)
بوب مور (بالإنجليزية: Bob Moore)‏ هو لاعب كرة قدم أسترالية أسترالي، ولد في 31 يناير 1872 في ريتشموند ‏ في أستراليا، وتوفي في 6 يونيو 1938 في رندويك ‏ في أستراليا.

## وصلات خارجية
- بوب مور على موقع AustralianFootball.com (الإنجليزية)
- بوب مور على موقع AFLtables.com (الإنجليزية)